# Lolly Willowes
Lolly Willowes oder Der liebevolle Jägersmann ist ein Roman der britischen Schriftstellerin Sylvia Townsend Warner aus dem Jahr 1926. Es handelt sich dabei um einen satirischen Gesellschaftsroman mit fantastischen Elementen. Die Handlung spielt in England zu Beginn des 20. Jahrhunderts und befasst sich mit den gesellschaftlichen Einschränkungen von Frauen sowie alternativen Lebensentwürfen in der Zwischenkriegszeit.

## Inhalt

### Handlung
Nach dem Tod ihres Vaters zieht die beinahe 30-jährige Laura Willowes zu ihrem Bruder Henry und seiner Familie von Sommerset nach London. Laura leidet unter dem Verlust ihres Vaters und der vertrauten Umgebung, kann dem Stadtleben wenig abgewinnen und findet keine Erfüllung in den familiären Pflichten einer dem Haushalt zugehörigen unverheirateten Tante. Genauso wenig begeistert sie sich für die wohlmeinenden Versuche ihrer Verwandten, einen Ehemann für sie zu finden, die dann aufgrund schwindender Erfolgsaussichten auch bald eingestellt werden. Da sie aber die ihr zugedachte Rolle der fürsorglichen Tante klaglos erfüllt, wird ihre Unzufriedenheit von der Familie nicht bemerkt.
Beim Kauf von Blumen beschließt Laura spontan, die Stadt zu verlassen. Sie erwirbt eine Landkarte und einen Reiseführer und wählt die Ortschaft Great Mop als ihren neuen Wohnsitz. Von den Bedenken ihres Bruders, der inzwischen durch Spekulationen ihren Erbteil empfindlich vermindert hat, lässt sie sich nicht abhalten. In den Kreidehügeln und Buchenwäldern ihrer neuen Heimat scheint ein selbstbestimmtes Leben nach langer Zeit wieder vorstellbar.
Diese hoffnungsvolle Perspektive sieht Laura aber bald durch die Ankunft ihres Neffen Titus gefährdet. Titus quartiert sich bei seiner Tante ein, um in dörflicher Abgeschiedenheit die Ruhe zu finden, ein Buch zu schreiben. Wie selbstverständlich geht er davon aus, auch weiterhin von Laura umsorgt zu werden. Laura fühlt sich in eine ungeliebte Rolle zurückgedrängt und möchte einen Rückfall in das alte Leben um jeden Preis vermeiden. In ihrer Verzweiflung schließt sie einen Pakt mit dem Teufel, um Titus wieder loszuwerden.
Kurz darauf befällt Titus eine Reihe von Missgeschicken – gerinnende Milch, Fliegen-, Fledermaus- und Wespenattacken –, in denen Laura die Handschrift des Teufels erkennt. Durch die Wespenattacke lädiert, erweckt Titus das Mitleid von Pandora Williams, einer Londonerin auf Besuch in Great Mop, die seine Wunden versorgt und seinen Heiratsantrag annimmt. Laura begleitet das junge Paar zur Zugstation. Auf dem Heimweg begegnet sie noch einmal dem Teufel in der Gestalt eines Gärtners, der sich diesmal Zeit für ein längeres Gespräch mit ihr nimmt. Laura sinniert über den besonderen Reiz der Hexerei für Frauen, denen sich sonst wenig Chancen auf Abenteuer bieten, beschließt, diesmal im Freien zu übernachten, und fühlt sich gut aufgehoben im „zufriedenen, aber zutiefst gleichgültigen Besitz“ des Teufels.

### Weltbild
Die Darstellung von Laura Willowes Auflehnung gegen die Einschränkungen ihrer Lebensumstände spiegelt einen gesamtgesellschaftlichen Wandel der Geschlechterrollen zur Entstehungszeit des Romanes wider. In der Zwischenkriegszeit rückte die Frage nach der Stellung der Frau in das Zentrum des nationalen Diskurses. Einerseits wurde durch die Einführung des Wahlrechts für Frauen der weibliche Anspruch auf eine Teilnahme an der politischen Öffentlichkeit anerkannt. Anderseits sahen sich Frauen einem beträchtlichen Druck ausgesetzt, nach dem Krieg zur traditionellen Rollenverteilung zurückzukehren. Die während des Krieges übernommenen Aufgaben außerhalb der häuslichen Sphäre sollten wieder ausschließlich den zurückkehrenden Männern vorbehalten bleiben. Laura verbindet die Reduktion ihrer Persönlichkeit auf ihre Funktion als Tante Lolly mit dem Umzug nach London. Die durch Häuslichkeit und obligatorische Heterosexualität gekennzeichnete urbane Existenz empfindet sie als einengend und bedrückend.

### Biographische Parallelen
Mit ihrer Figur Laura Willowes teilt Sylvia Townsend Warner nicht nur den eventuellen Rückzug in eine ländliche Umgebung nach Jahren in London, sondern auch die Ablehnung eines konventionellen Lebensentwurfs. Zur Entstehungszeit des Romans unterhielt sie eine Affäre mit dem älteren, verheirateten Percy Buck. Während die Beziehung selbst nach Townsend Warners Tagebucheinträgen zu schließen auf emotionaler Ebene oft Anlass zu Frustrationen bot, garantierte sie zumindest eine Befreiung von traditionellen weiblichen Rollen im Hinblick auf Mutterschaft und Gastgeberinnenpflichten. Es ist nicht auszuschließen, dass Townsend Warner im Entwurf eines von familiären Verstrickungen unbelasteten Lebensabends einen Ausblick auf ihre eigene Zukunft sah. Die allgemeine Stimmungslage des Romans im Hinblick auf diese Perspektive erweckt den Eindruck von Vorfreude.
Towsend Warners spätere Beziehung zu Valentine Ackland legt eine lesbische Interpretation bestimmter Passagen nahe. Am deutlichsten wird dieser Aspekt bei der Schilderung eines Hexen-Sabbaths, zu dem Laura eingeladen wird. Verschiedene Dorfbewohner fordern Laura zum Tanz auf, stoßen aber auf wenig Gegenliebe. Laura fühlt sich an die langweiligen Bälle ihrer Jugend erinnert und stellt enttäuscht fest, dass solchen Konventionen nicht einmal im Zusammenhang mit einem Hexen-Sabbath ihr Interesse wecken können. Nur der Tanz mit der jungen Dorfschönheit Emily reißt Laura für einen Moment aus ihrer Apathie. Als sich eine Locke von Emilies rotem Haar löst, und über Lauras Gesicht streicht, spürt Laura ein Prickeln am ganzen Körper. Mit Emiliy, so stellt die Bälle hassende Laura fest, könnte sie bis zur Erschöpfung tanzen.

## Form
Der Roman beginnt als realistische Erzählung und gewinnt schließlich eine fantastische Dimension. Als die durch Titus bedrängte Laura bei einer Wanderung durch die Wälder ihrer Seele Luft macht, und ihre Verneinung der gesellschaftlichen Erwartungen in die Wildnis hinein ruft, beschwört sie den Teufel herauf. Durch ihr Wort wird er Wirklichkeit. Der Teufel wird so zur Verkörperung der Methoden durch die Diskurse Realitäten begründen, ihre Bedeutung definieren, und Reaktionen vorbilden. Er symbolisiert die komplizierte Wechselwirkung zwischen Text und Realität.
Auf formaler Ebene endet der Roman nicht nur als Fantasie, sondern auch als Polemik. Während Lauras Gedanken zuvor überwiegend in Form von indirekter Rede wiedergegeben werden, formuliert sie auf den letzten Seiten ihre Weltanschauung explizit und im Detail. Während Laura anfangs nur ihre Ruhe will und keine große Neugier für das Leben der anderen Dorfbewohnerinnen zeigt, identifiziert sie sich nun mit anderen Frauen in ihrer Lage und stellt sich in eine Reihe von Hexen – wie sie, Gattinnen und Schwestern respektabler Männern – die im Pakt mit dem Teufel die beste Chance für Freiheit, Selbstbestimmung und Abenteuer sehen.

## Stellung in der Literaturgeschichte
Laura Willowes Entscheidung gegen ihre beengte und fremdbestimmte Existenz in der Stadt zugunsten eines neuen Lebens im Einklang mit der Natur in einem Dorf voller Hexen entsprach dem zeitgenössischen Interesse für eine Rückkehr zu einer erdverbundenen, ländlichen Lebensweise. Ähnliche Themen finden sich auch in den Werken von Mary Webb und D.H. Lawrence. Lauras Selbstfindungsprozess unter der Anleitung eines satanischen Jägers zeigt Parallelen zu Connie Chatterleys sexueller Erweckung durch Mellors.
Literatur mit fantastischem Einschlag stieß in den 1920er Jahren auf viel Anklang. Weitere Beispiele für diesen Trend sind David Garnetts Lady Into Fox (1922), Virginia Woolfs Orlando (1928) und Rebecca Wests Harriet Hume (1929).

## Rezeption
Lolly Willowes erwies sich als erfolgreiches Debüt für Sylvia Townsend Warner. Der Roman kam in die engere Auswahl für den prestigeträchtigen Prix Femina, der dann allerdings für Adam’s Breed an Radclyffe Hall verliehen wurde. Besonders in den USA wurde der Roman gut aufgenommen – er wurde als erster Titel für den gerade erst etablierten Book-of-the-Month-Club gewählt und machte Sylvia Townsend Warner dort zu einer Berühmtheit. Bis 1965 wurde das Manuskript von Lolly Willowes neben Handschriften von Thackeray und Woolf in der New York Public Library ausgestellt. Der Roman lieferte die Inspiration zu einer Sonatine des Komponisten John Ireland. Pläne für eine Filmadaption wurden jedoch nie verwirklicht.
2014 wurde der Roman von Robert McCrum für seine Liste der 100 besten englischsprachigen Romane ausgewählt, die für die britische Zeitung The Guardian zusammengestellt wurde.

### Textausgaben
- Sylvia Townsend Warner: Lolly Willowes oder Der liebevolle Jägersmann. Klett-Cotta, Stuttgart 1992 (Erstausgabe: Chatto & Windus, 1926). Neuausgabe Dörlemann Verlag, Zürich 2020.

### Sekundärliteratur
- Jennifer Poulos Nesbitt: Footsteps of Red Ink: Body and Landscape in Lolly Willowes. In: Twentieth Century Literature. Nr. 49-4. Duke University Press, S. 449–471.
- Bruce Knoll: "An Existence Doled Out": Passive Resistance as a Dead End in Sylvia Townsend Warner’s Lolly Willowes. In: Twentieth Century Literature. Nr. 39-3. Duke University Press, 1993, S. 344–363.
- Flassbeck M.: Infiltration statt Konfrontation: Weibliche Komik in Sylvia Townsend Warners Lolly Willowes. In: Zeitschrift für Anglistik und Amerikanistik. Nr. 52 (1), 2014, S. 35–52.